# Астранція велика

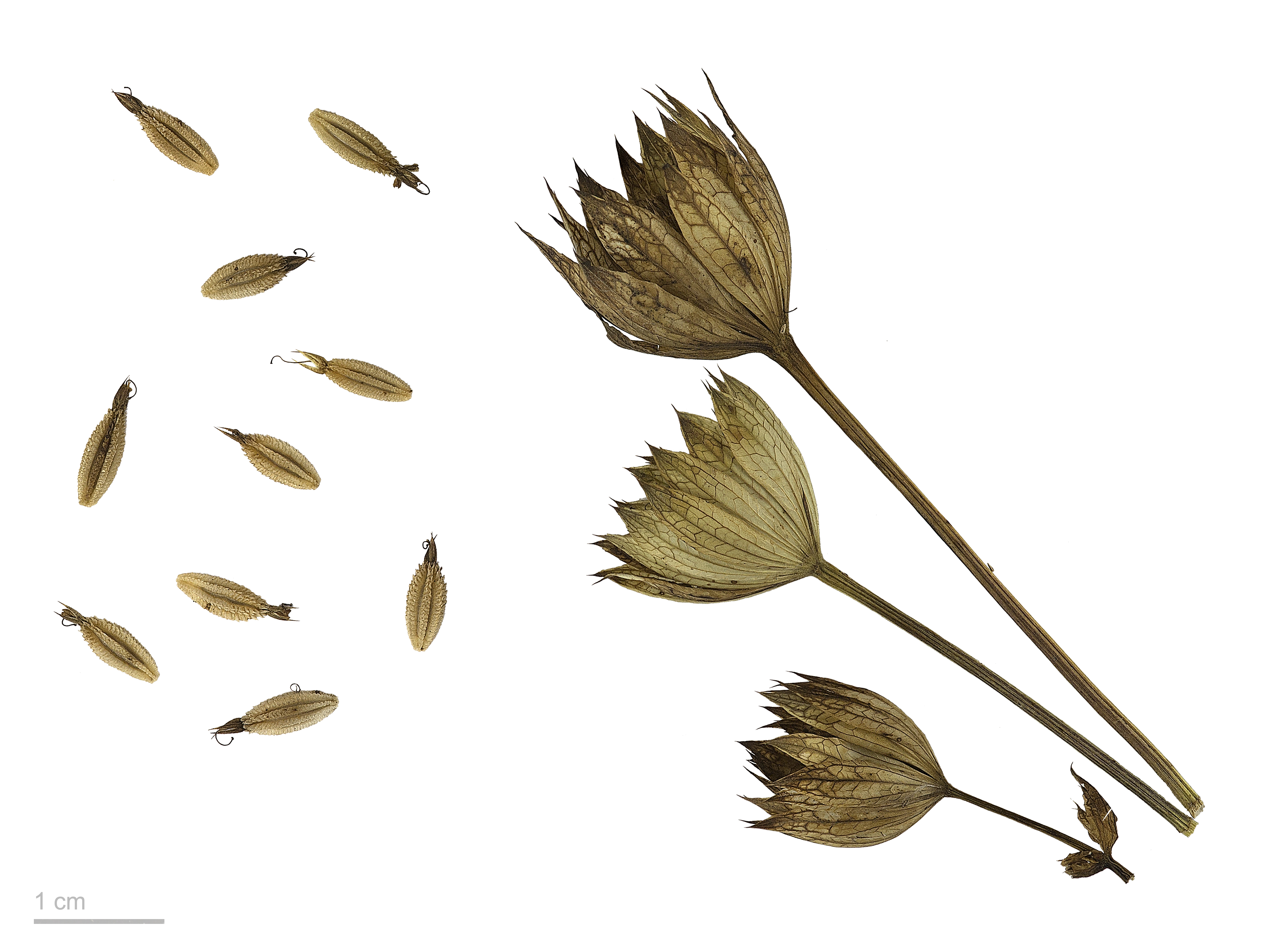
Astrantia major — Тулузький музей

Напрасник великий, астранція велика — багаторічна трав'яниста рослина з родини окружкових.

## Будова
Рослина висотою до 60 см. Має круглі квіти з папероподібними білуватими з рожевим пелюстками.
Входила до Червоної книги України, у 2009 році була з неї виключена

## Поширення та середовище існування
Зростає у вологих лісах та на берегах річок в суб-альпійських регіонах Центральної та Східної Європи.

## Практичне використання
Вирощується як декоративна рослина. Має багато культурних сортів.

## Галерея

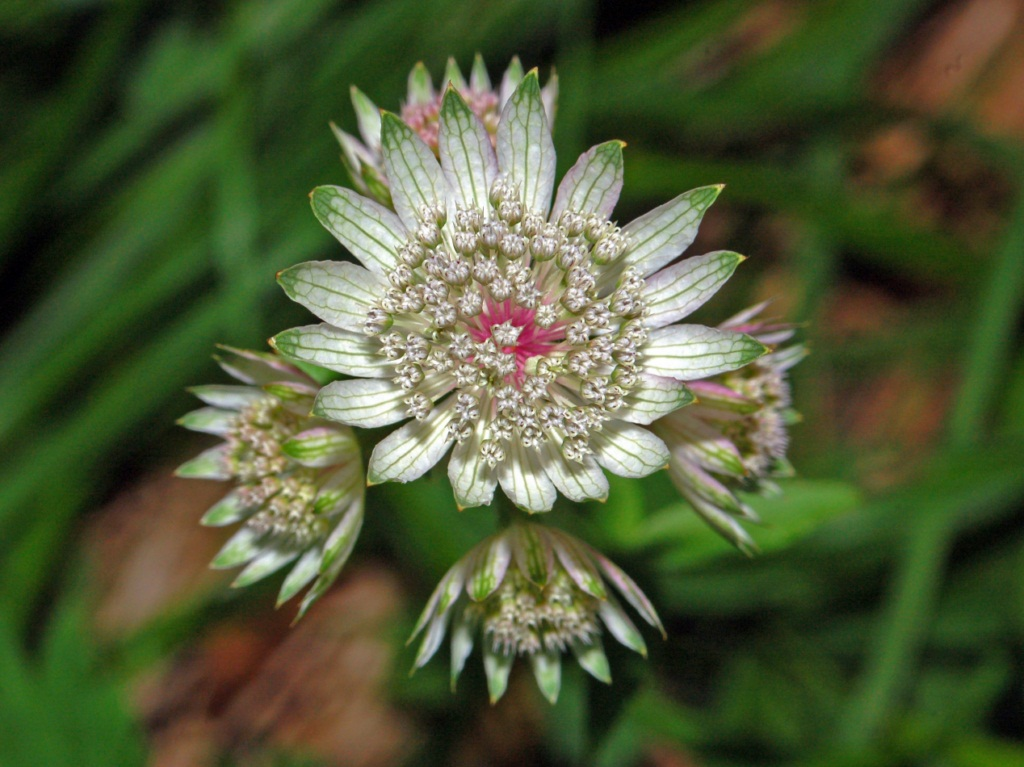
Суцвіття
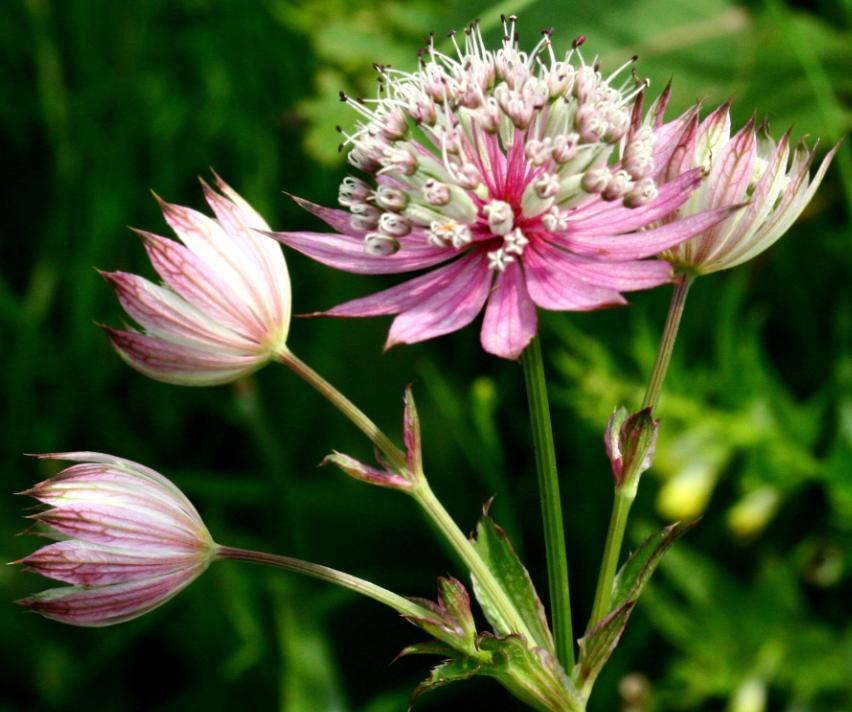
Суцвіття
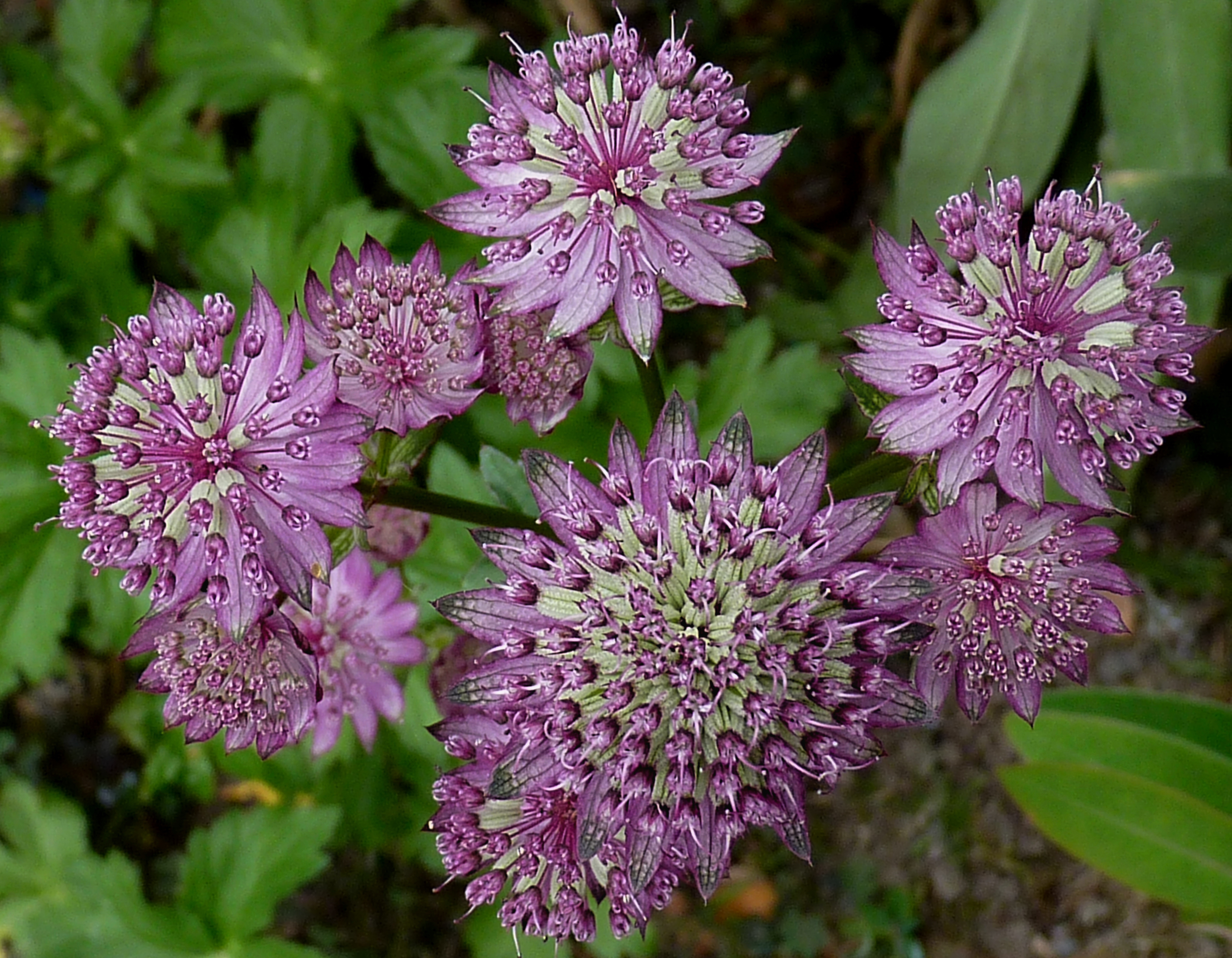
Astrantia major var. Star of Beauty
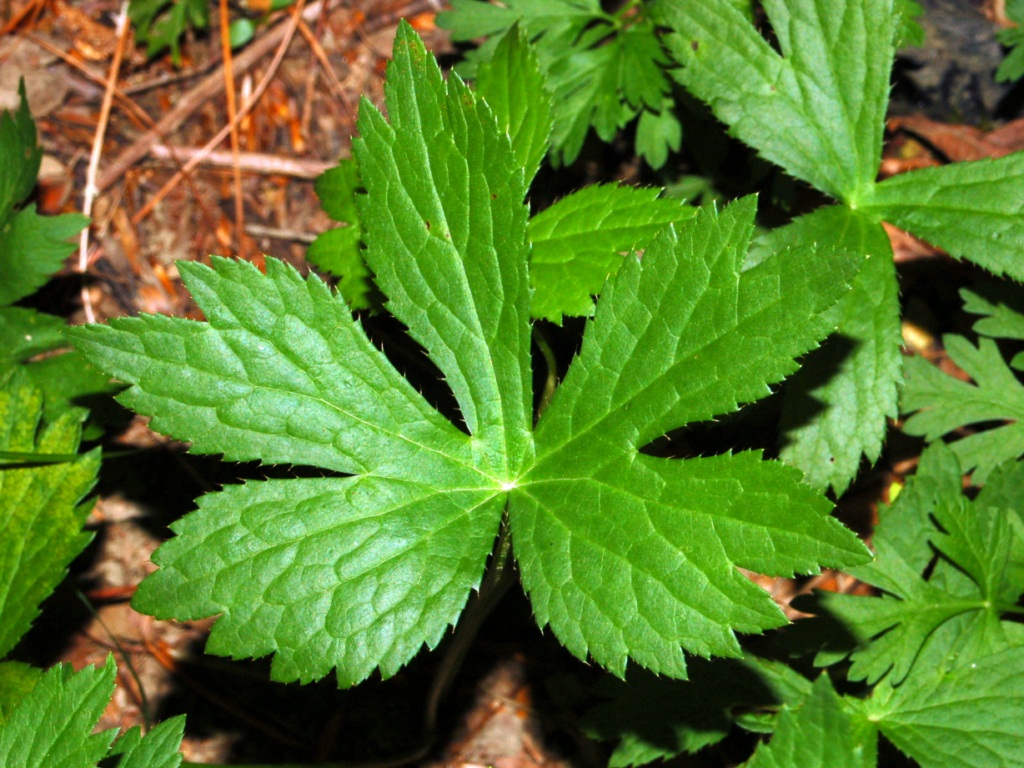
Листя Astrantia major